# Cagan-Czełutaj (Buriacja)
Cagan-Czełutaj (ros. Цаган-Челутай) – wieś (ułus) w Rosji, w Buriacji, w rejonie kiachtyńskim. W 2021 liczyła 34 mieszkańców.